# دوري كرة القدم الغربي 1900–01
دوري كرة القدم الغربي 1900–01 (بالإنجليزية: 1900–01 Western Football League)‏ هو موسم من دوري كرة القدم الغربي ‏. فاز فيه نادي بورتسموث.